# 甲酸铍
甲酸铍是一种化合物，化学式为Be(HCOO)2。它可由氢氧化铍溶解在50%甲酸中得到，或由碱式乙酸铍和甲酸反应制得。
{\displaystyle \mathrm {Be(OH)_{2}+2HCOOH\longrightarrow Be(HCOO)_{2}+2\ H_{2}O} }
{\displaystyle \mathrm {Be_{4}O(CH_{3}COO)_{6}+8\ HCOOH\longrightarrow } }{\displaystyle \mathrm {4\ Be(HCOO)_{2}+6\ CH_{3}COOH+H_{2}O} }
它比其碱式盐稳定（而对乙酸盐来说，碱式盐更稳定），且难溶于大部分有机溶剂。